# Новоісламбуль
Новоісламбу́ль (рос. Новоисламбуль) — присілок у складі Кривошиїнського району Томської області, Росія. Входить до складу Кривошиїнського сільського поселення.

## Населення
Населення — 168 осіб (2010; 238 у 2002).
Національний склад (станом на 2002 рік):
- татари — 90 %